# Juan Spikerman
Juan Spikerman (n. 15 de setembre de 1806, Villa Nuestra Señora de Guadalupe – ibídem, 12 d'abril de 1863) fou un militar i polític uruguaià de les guerres d'independència delsegle xix.

## Biografia
Va néixer a la Villa de Nuestra Señora de Guadalupe (avui Canelones), al sud de la Banda Oriental, actual Uruguai. El seu pare, d'ascendència anglesa, i la seva mare eren originaris de Montevideo. Spikerman va ser batejat a la parròquia del seu poble, on els seus pares s'havien traslladat per serveis militars cap al 1800.
Amb 17 anys, es va unir a les forces revolucionàries del nacionalista Manuel Oribe. No obstant això, les tropes brasileres van obligar els revolucionaris a exiliar-se a Buenos Aires. El 1825 va seguir a Juan Antonio Lavalleja i als trenta-tres orientals en la campanya contra l'ocupació brasilera de la Província Cisplatina. Van desembarcar a la platja de l'Agraciada, a l'oest del territori, i el 3 de maig va alliberar la seva població de naixement del domini brasiler.
El 1831, un any després de la independència de l'Estat Oriental de l'Uruguai, es va casar amb Josefa Arias i es va dedicar a la producció rural. El 1836 va combatre contra les forces del General Fructuoso Rivera, al costat d'Oribe.
El 1839 va ser empresonat pels seus vincles amb Oribe i Lavalleja per un breu període, fins que va tornar a emigrar a Buenos Aires donant suport a la causa Blanca-Federal. De nou a l'Uruguai, es va mantenir al marge de l'activitat política i de la Guerra Gran fins al 1851.

## Activitat política
Des de 1858 fins al 1860 va ocupar la tasca d'aide-de-camp del president Gabriel Antonio Pereira. En aquest darrer any, Spikerman va ser designat vicari apostòlic de l'Estat i, fins al 1863, va desenvolupar la funció de president de l'Orde de Sant Vicenç de Paul.
Morí el 12 d'abril de 1863, amb diversos homenatges i un funeral d'Estat ordenat pel president Bernardo Prudencio Berro. Abans de morir, Spikerman va escriure nombrosos articles significatius per a la història uruguaiana com, per exemple, les seves Memorias de la Cruzada Libertadora i Memoria de la primera semana de los Treinta y Tres.
En homenatge a la seva destacada actuació durant les guerres de la independència, el Museu Departamental de Canelones porta el seu nom.